# Hutchinson County, South Dakota
Hutchinson County är ett administrativt område i delstaten South Dakota, USA. År 2010 hade countyt 7 343 invånare. Den administrativa huvudorten (county seat) är Olivet. 

## Geografi
Enligt United States Census Bureau så har countyt en total area på 2 109 km². 2 105 km² av den arean är land och 4 km² är vatten. 

### Angränsande countyn
- Hanson County, South Dakota - nord
- McCook County, South Dakota - nordost
- Turner County, South Dakota - öst
- Yankton County, South Dakota - sydost
- Bon Homme County, South Dakota - syd
- Charles Mix County, South Dakota - sydväst
- Douglas County, South Dakota - väst
- Davison County, South Dakota - nordväst